# Gmach dawnego Liceum im. Stanisława Staszica w Sosnowcu

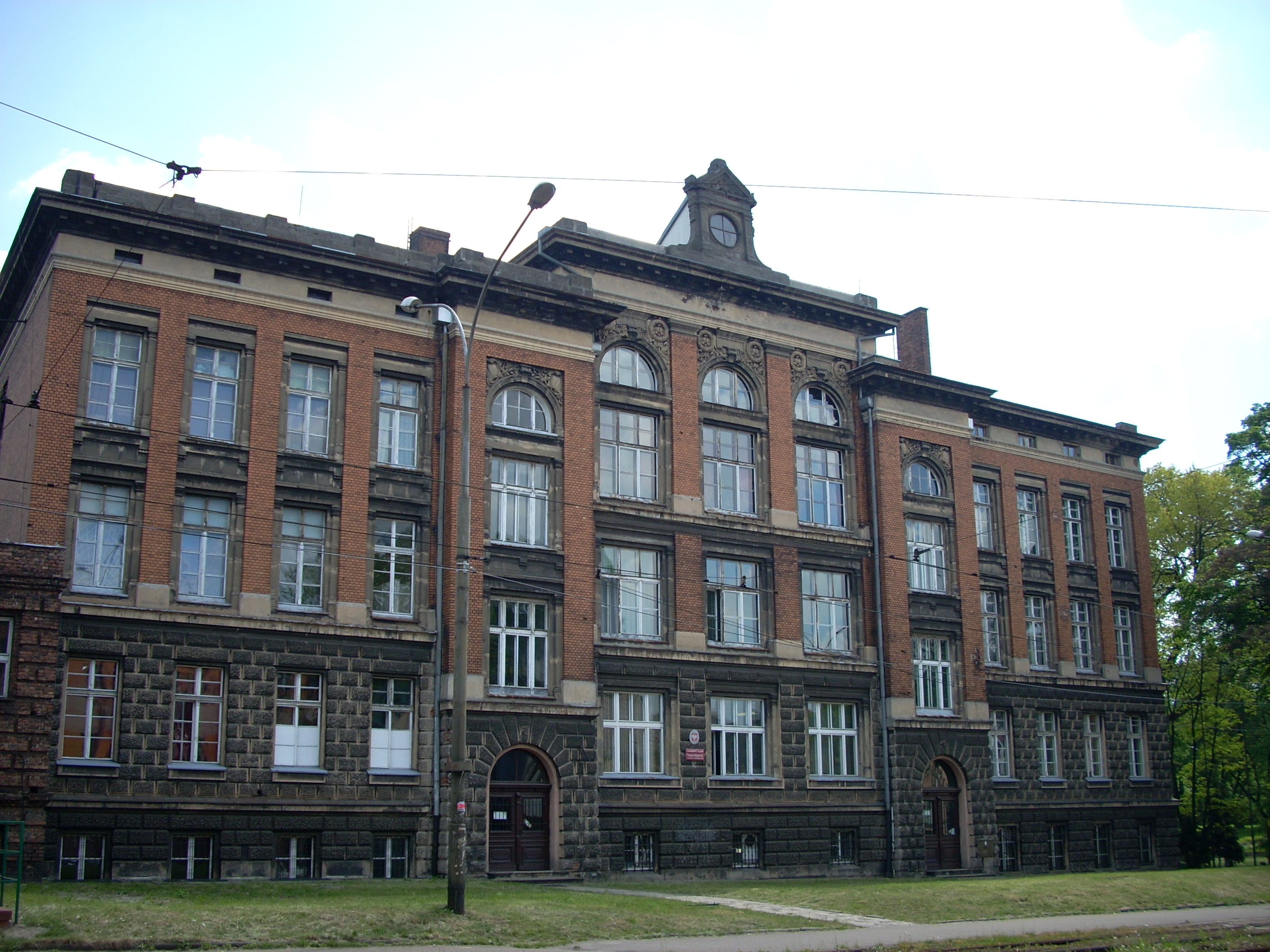

Gmach dawnego Liceum im. Stanisława Staszica w Sosnowcu – 3-piętrowy budynek neorenesansowy o architekturze nawiązującej do stylu włoskiego. Układ budynku z przestronnymi salami i aulami, przystosowany do celów edukacyjnych. Do najlepiej zachowanych należy aula główna na najwyższym piętrze, bogato zdobiona freskami, z dużymi frontowymi panoramicznymi oknami.

## Historia
W dniu 29 października 1894 r. w obecności przedstawiciela carskiej Rosji, pod której zaborem znajdował się Sosnowiec i licznie zgromadzonych mieszkańców miasta, otwarta została Sosnowiecka Szkoła Realna – pierwsza szkoła średnia w Zagłębiu Dąbrowskim, ufundowana przez niemieckiego przemysłowca Heinricha Dietla.
Przez trzy lata szkoła mieściła się w odpowiednio przystosowanym do tego celu budynku fabrycznym, jednak ciągły wzrost liczby uczniów i rozwój szkoły pod względem programowym spowodowały, że Heinrich Dietel postanowił wybudować dla jej potrzeb nowy gmach. Nowy budynek wzniesiono w latach 1895–1898. Uroczyste otwarcie nowego budynku miało miejsce 3 grudnia 1898 r..
W latach 1894–1970 siedzibę Szkoły Realnej przekształcono w Gimnazjum, a następnie Liceum im. Stanisława Staszica w Sosnowcu. W latach 1970–2009 budynek stał się główną siedzibą Wydziału Techniki Uniwersytetu Śląskiego w Katowicach. W 2013 r. nieruchomość wróciła do miasta, które w 2017 r. sprzedało go nowemu właścicielowi.
Od 1 kwietnia 2022 r. budynek dawnej Szkoły Realnej jest siedzibą Sądu Okręgowego w Sosnowcu.